# Hervormde kerk (Nieuw-Scheemda)
De Hervormde Kerk is een rechtgesloten zaalkerk uit 1661 in het dorp Nieuw-Scheemda in de Nederlandse provincie Groningen. De kerk is ontworpen in een voor die tijd reeds verouderde, op de gotiek teruggaande vorm.
De kerk draagt een schilddak, waaruit een zeszijdige dakruiter oprijst. Dit torentje heeft een onderbouw met een open geleding en een elegant spitsje in vormen die veel sterker aan het midden van de 17e eeuw doen denken dan de rest van het gebouw.
Het interieur is eenvoudig en harmonieus en stamt nog volledig uit de bouwtijd. Het pijporgeltje uit 1698 geldt als het kleinste Arp Schnitger-orgel ter wereld. Het heeft één manuaal, acht registers en een aangehangen pedaal. Het is in 1802 door Heinrich Hermann Freytag verbouwd. Het onderging restauraties in 1968 door Metzler Orgelbau en in 1988 door de Nederlands-Zwitserse orgelbouwer Bernhardt Edskes.
De kerk werd in 1981 overgedragen aan de Stichting Oude Groninger Kerken.

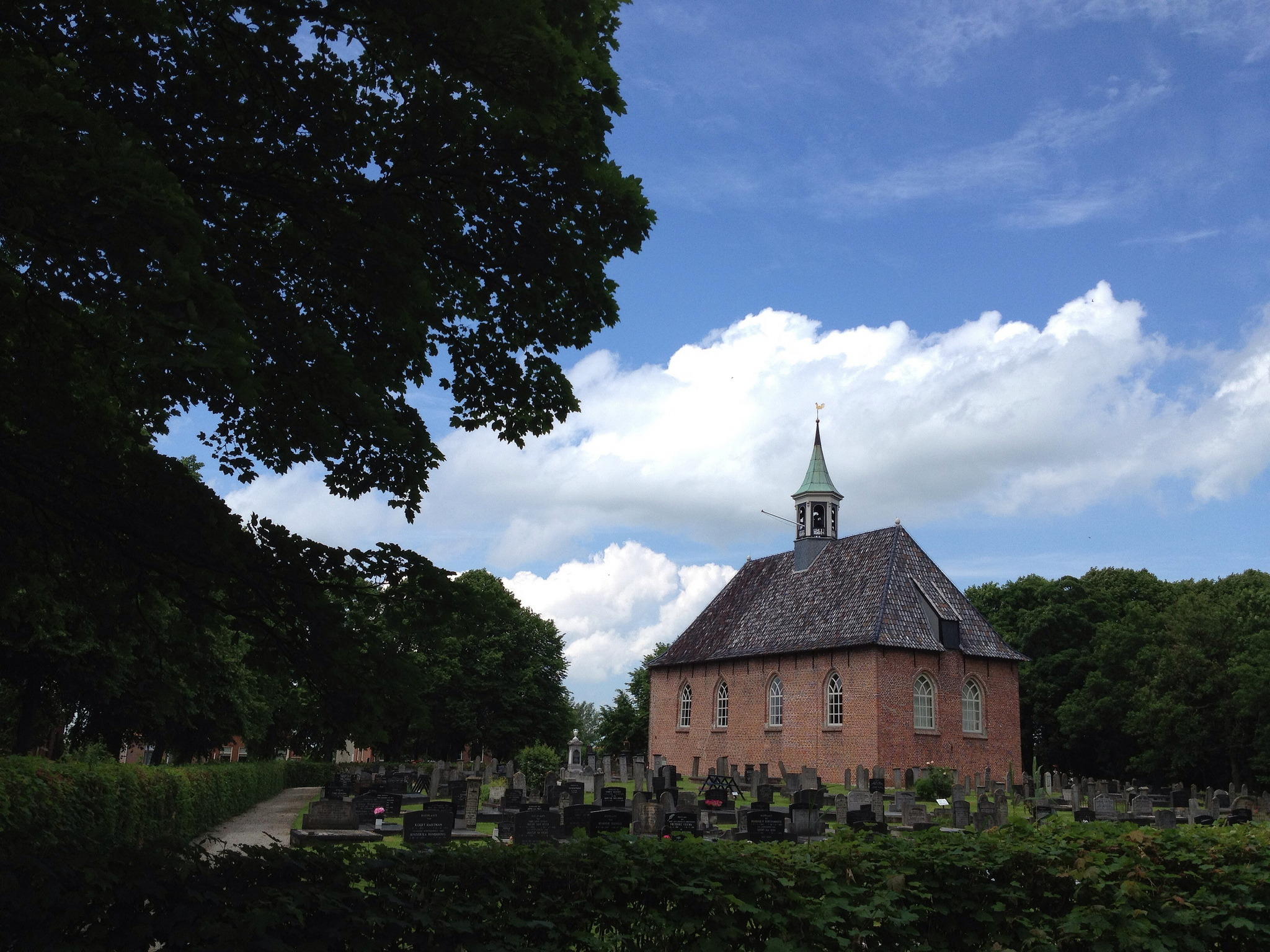
Kerk over het kerkhof gezien
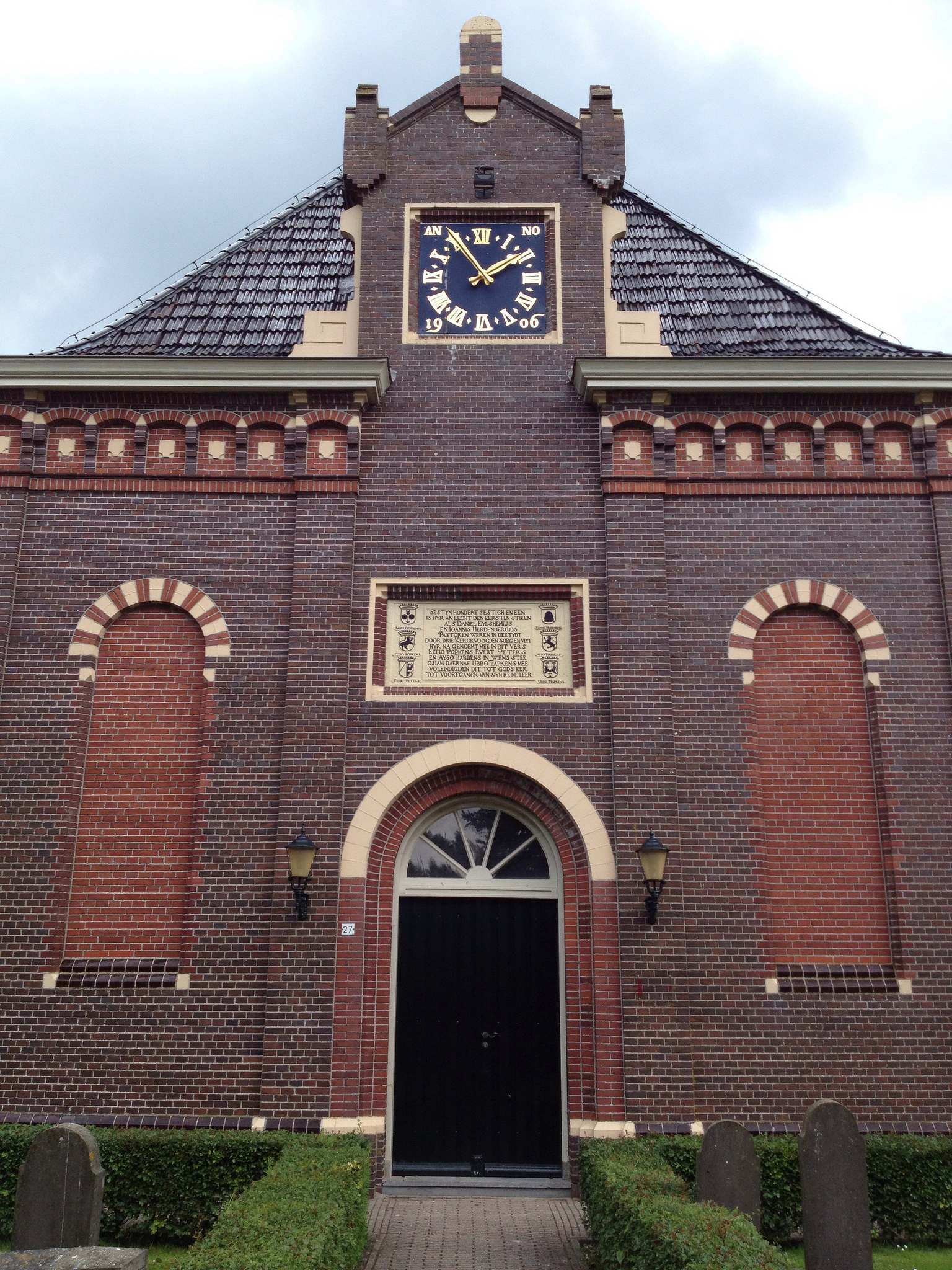
Voorgevel
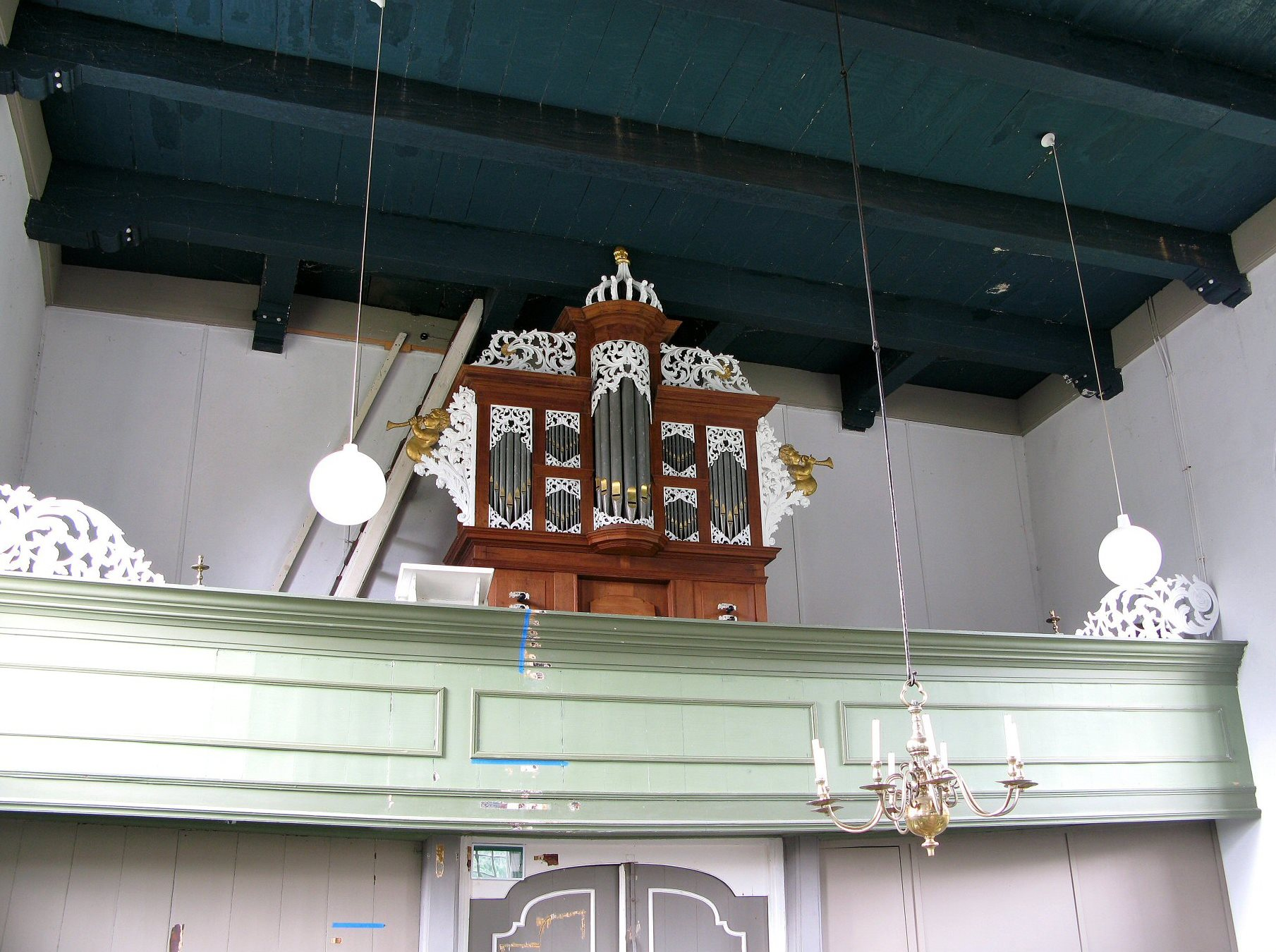
Schnitgerorgel